# Kaledónia
Kaledónia (Caledonia) a mai Skócia nagy részét képező vidék, mely Nagy-Britannia északi részén található. Nevét a rómaiaktól kapta, akik a 2. századtól kezdve a Hadrianus fallal választották el saját provinciájukat, Britanniát a barbárok lakta vidéktől. 
Ma nevét elsősorban a kaledóniai hegységrendszer őrzi, de számos irodalmi alkotásban is előfordul, ismert egy hasonló című ballada is. A francia külbirtok, Új-Kaledónia erről kapta nevét.
A történetírók által említett kaledónok, valószínűleg a 3. és a 9. század tájékán az ott élő piktek voltak. A tartományt így a szintén latin Pictavia (Piktföld) néven is említik. Miután a Római Birodalom nem tudta tovább fenntartani Britanniát a környező népek sorozatos betörése, illetve a kormányzás gyengülése miatt, kivonta csapatait a szigetről, ahol a különféle törzsek vették át az uralmat. Az angolszászok, valamint más germán népek (pl. jütök) honfoglalása után a keltákat kiszorították a mai Anglia területéről többek között Walesbe és Cornwallba is. A Kaledóniába visszaszorult kelták leszármazottai a skótok, akik előbb a gael nyelvet beszélték, majd a 7. századtól kezdve, megtartva eredeti kelta nyelvüket, átvették az óangol nyelv northumbriai dialektusát is, melynek utódnyelve a mai skóciai angol (Scots).